# Villa Arnò

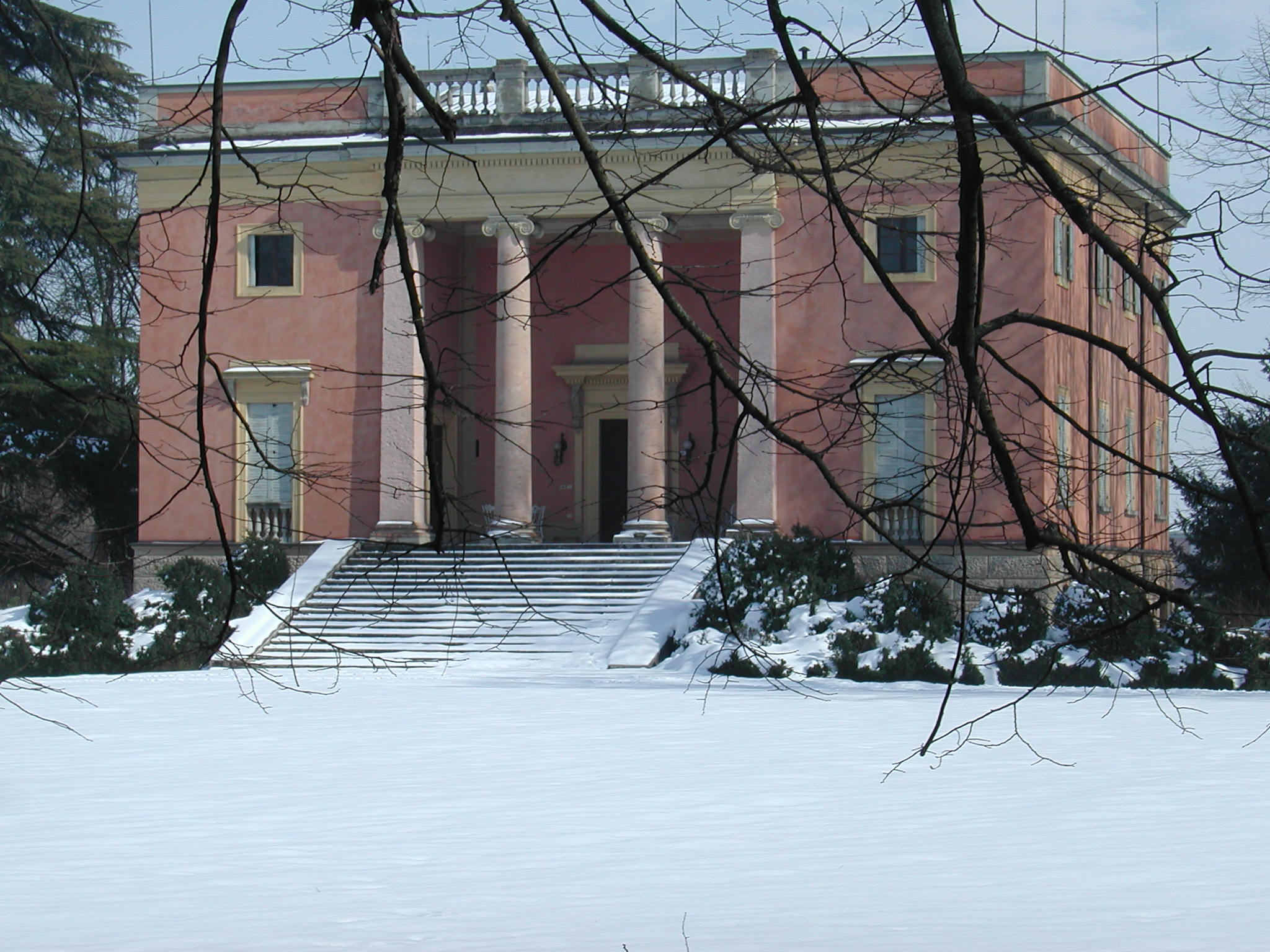
Villa Arnò in Albinea im Schnee

Die Villa Arnó ist ein Landhaus aus dem 19. Jahrhundert in Caselline, einem Ortsteil von Albinea in der italienischen Region Emilia-Romagna. Sie liegt in der Via Vittorio Emanuele 50.

## Geschichte
Der Komplex der Villa Arnò wurde Ende des 19. Jahrhunderts in klassizistischem Stil unter Leitung des Architekten Pio Casoli (der viele Projekte in der Provinz Reggio Emilia durchführte) erbaut, der zu diesem Projekt von der Rotonda von Palladio inspiriert wurde.
Das Gebäude besteht aus einem kompakten Block mit zwei Stockwerken und einem Eingang mit vier ionischen Säulen, die eine Ehrentreppe abschließen.
Um die Villa ist ein Park mit 22.000 m² Fläche und hohen Bäumen, wie Eichen, Rosskastanien, Mammutbäumen und Maulbeeren, angelegt. Eine Reihe von Maulbeerbäumen ist in der Nähe des Eingangs zur Villa erhalten: Die Bäume dienten einst der Haltung von Seidenspinnern und der Herstellung lokaler Seide.